# Арнольд Гальденский

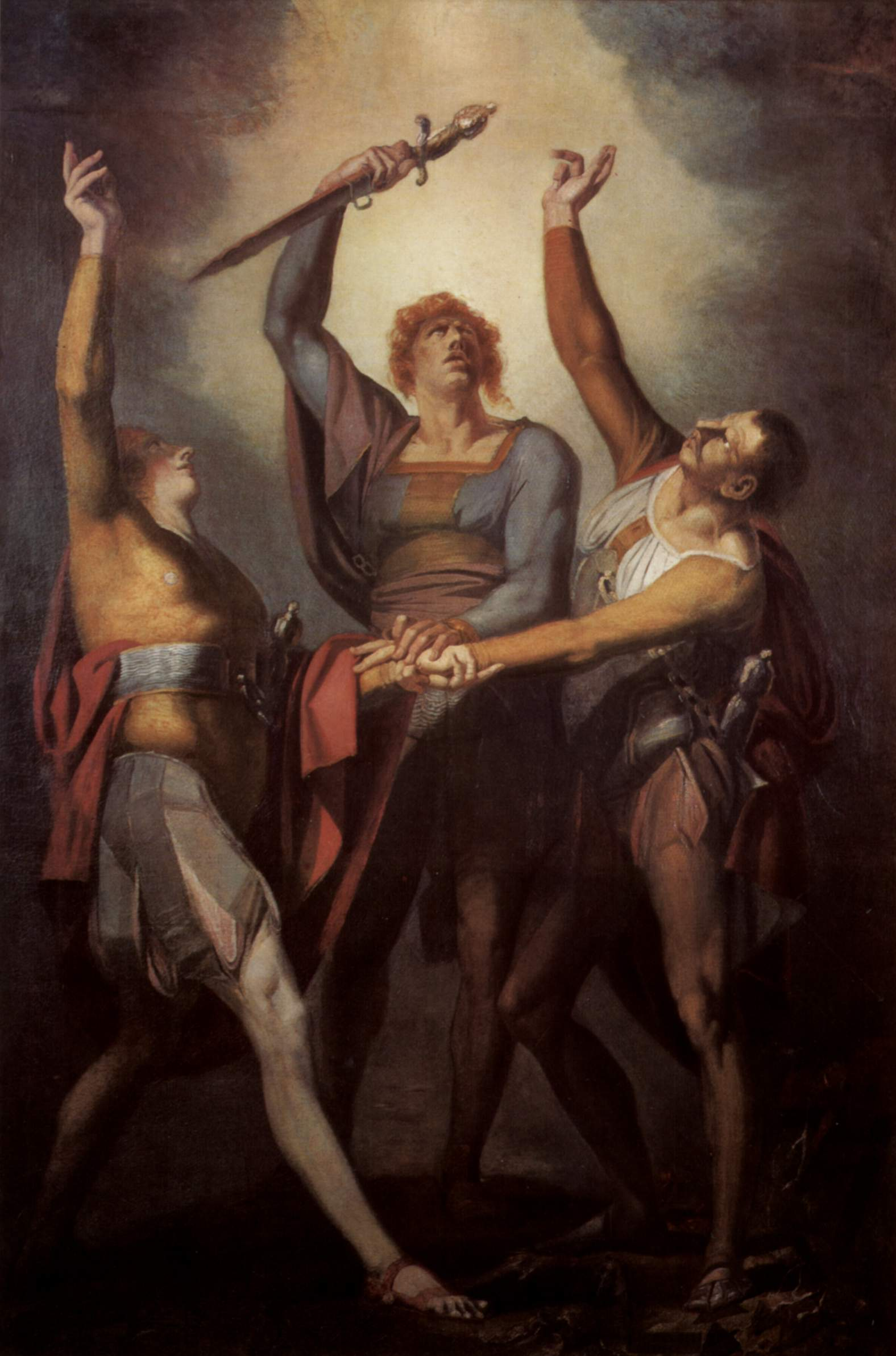
Картина Иоганна Генриха Фюссли «Die drei Eidgenossen beim Schwur auf dem Rütli», 1780

Арнольд Гальденский (нем. Arnold an der Halden), или Мельхтальский (Мельхталь) (англ. Arnold von Melchtal; XIII — начало XIV веков) — один из трёх конфедератов, легендарных отцов-основателей Швейцарского союза.

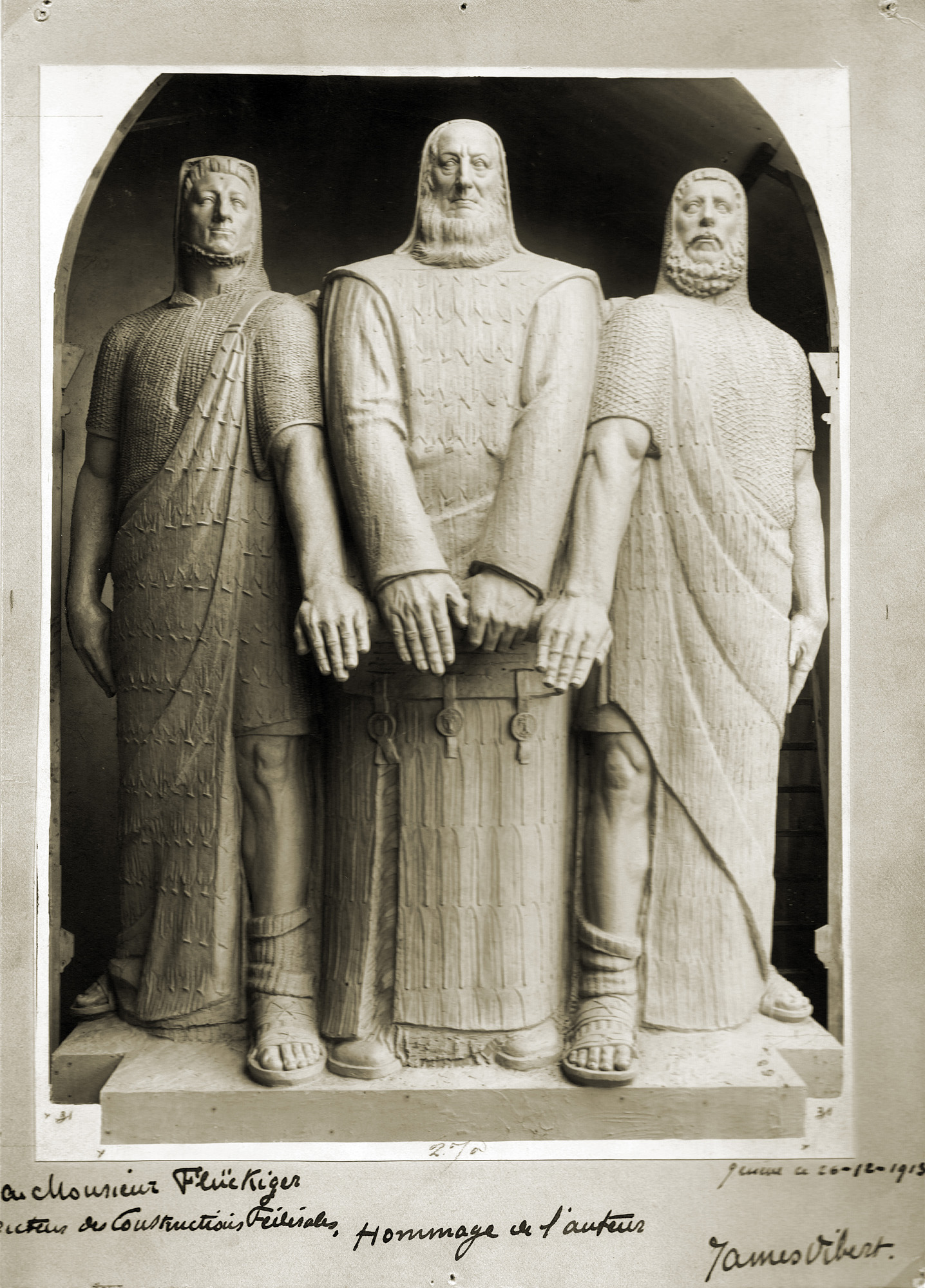
Статуи «Трех конфедератов» в Федеральном дворце Швейцарии

По преданию, родом из Мельхталя (ныне в кантоне Унтервальден (Швейцария)).
Историк Эгидий Чуди в своей хронике Chronicon Helveticum, одном из старейших свидетельств ранней истории Швейцарской Конфедерации (XVI век) рассказывает историю Арнольда так:

В начале XIV века, лангфогт из Габсбургов, был известен своей жестокостью и любил мучить своих подчиненных жестокими методами. Однажды, он решил, что за неуплату налогов вовремя, Генрих Мельхтальский (отец Арнольда) должен отдать свой скот. Лангфогт послал вооруженных людей, чтобы конфисковать волов. Когда они прибыли в дом Генриха Мельхтальского, он и его сын Арнольд как раз пахали свои скудные поля. Генрих пытался убедить слуг лангфогта, утверждая, что ему нужны волы, чтобы пахать, и если их конфискуют, он не сможет заплатить налоги и умрет с голоду.

На это слуги ответили: «Если тебе нужно пахать, заставь своего сына тянуть плуг». Разъярённый этим Арнольд Мельхтальский схватил палку, которой управлял волами и ударил слугу лангфогта по рукам, сломав ему пальцы. После этого ему пришлось бежать и найти убежище у Вальтера Фюрста в Ури. Лангфогт жестоко отомстил престарелому отцу Арнольда за его нежелание открыть убежище сына, подверг его пыткам и ослеплению, и конфисковал всё его имущество.— Chronicon Helveticum
Арнольд соединился с Вальтером Фюрстом и Вернером Штауффахером, представителями трёх коммун Ури, Швиц и Унтервальден (первоначальных кантонов Швейцарии) на Рютли, отдалённом лугу около Фирвальдштетского озера, где они дали клятву о взаимопомощи и поддержке, чтобы общими усилиями освободить родину, изгнать лангфогтов, усмирить негодяев-рыцарей и свергнуть владычество Австрии (1307). Этот союз в народе считается основанием Швейцарского союза.
Позже к ним примкнуло много знатных родов страны, которых Альбрехт I и его лангфогты ненавидели за их упорное сопротивление и, которые стали военными предводителями необученного крестьянства.
Арнольд Мельхталь является одним из действующих лиц оперы «Вильгельм Телль» Джоаккино Россини.